# Kapugle
Kapugle (Asio capensis) har en længde på 35-37 centimeter og et vingefang på 82-99 centimeter.
Kapuglen er en vidt udbredt afrikansk ugle og er nærmest Europa udbredt i sumpede områder i det nordvestlige Marokko.
Den er mørkebrun med en næsten ensfarvet overside og mørke øjne.
Dens stemme er et enkelt eller gentaget dybt, frø- eller rågeagtigt "kaa".